# Autmut
Die Autmut ist ein zwölf Kilometer langer Bach im Landkreis Esslingen und kurz auch am Rande des Landkreises Reutlingen in Baden-Württemberg. Sie entspringt im Albvorland vor dem Westfuß des Jusi und mündet nach insgesamt etwa nördlichem Lauf gegenüber dem Dorf Neckarhausen der Stadt Nürtingen von rechts in den oberen Neckar.

## Name
Im Dialekt wird der Bachname (mit bestimmtem Artikel und Elision von dessen Endvokal) als [ˈd'aotmət] ausgesprochen. Der Name ist im 11. Jahrhundert in den Formen „Otimot“ und „Ottmuot“, im 17. Jahrhundert als „Ottnach“ belegt. Die älteren beiden Formen sind elliptische Abwandlungen eines ursprünglichen Nominalkompositums Ōtmuot-aha, das gebildet ist aus dem sehr häufigen althochdeutschen Grundwort -aha ‚Fließgewässer‘ (vergleiche -ach) und dem althochdeutschen Bestimmungswort ōdmuot ‚Demut, Gnade, Milde‘ – die diesem entsprechende mittelhochdeutsche Form ist ōtmuote – und in der Folge das Grundwort verloren hat. Der initiale Langvokal ō im elliptischen Ōtmuot wandelte sich über Diphthongierung zu ao. Das Motiv der Benennung könnte ein auffällig niedriger Wasserstand des Gewässers gewesen sein.

## Geographie

### Verlauf

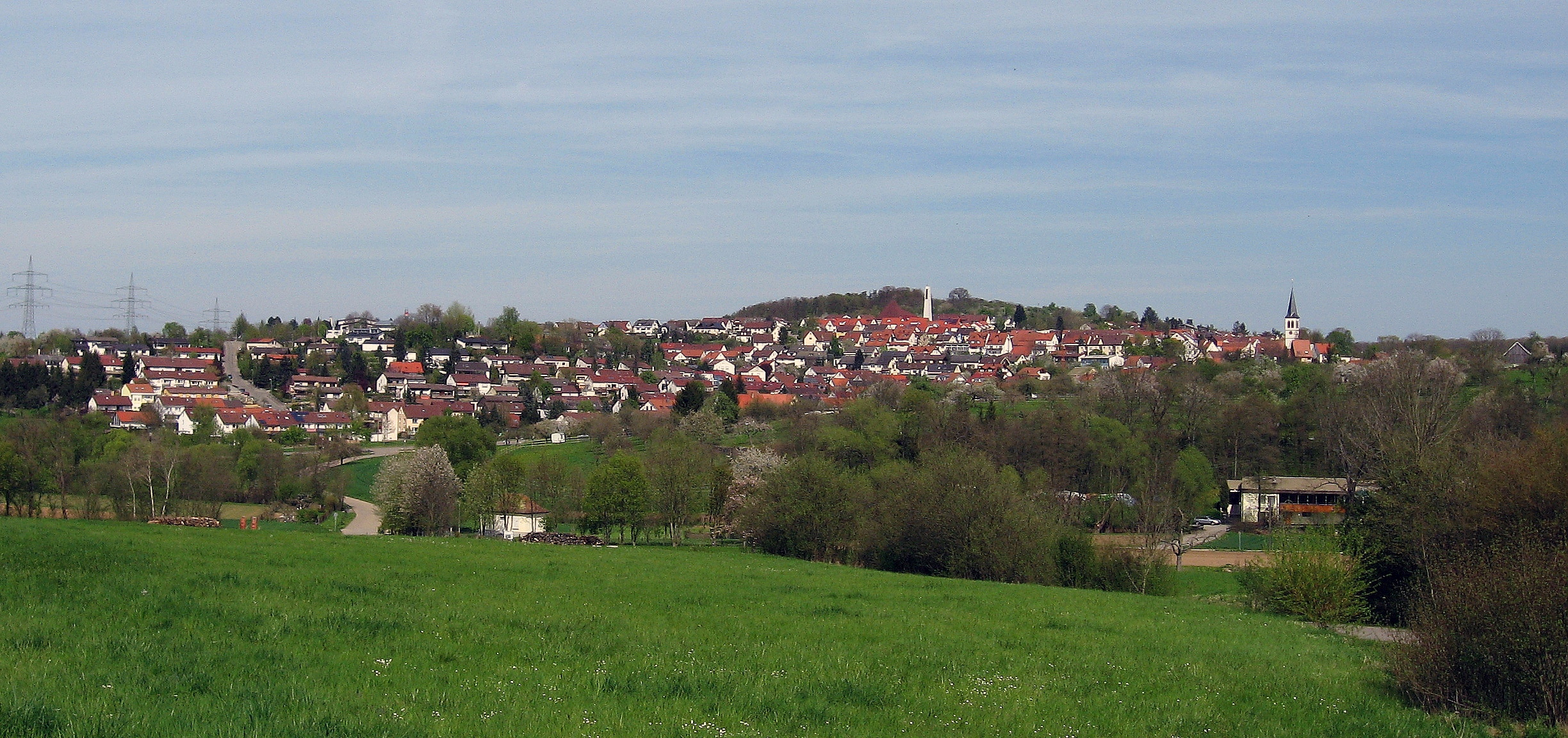
Blick von Westen über die Muldes der Autmut auf Großbettlingen

Die Quelle der Autmut liegt am östlichen Fuß des Floriansbergs (522,4 m ü. NHN) und weniger als einen Kilometer westlich des Jusi jenseits des Dorfes Kappishäusern der Kleinstadt Neuffen auf etwa 450 m ü. NHN. Die Autmut entspringt neben den Sportplätzen im Waldvorsprung im Gewann Grundtobel und erreicht nach einem nur 300 Meter langen Lauf durch die  Klinge des Gewanns etwas südwestlich von Kohlberg die offene Flur und passiert dort die Gemeindegrenze zwischen Neuffen und Kohlberg.
Von kurzen Wasserläufen aus Richtung Kohlberg, darunter dem Treuschachbach nach der Brücke der L 1260 Grafenberg-Kohlberg, und solchen aus dem links begleitenden Waldrücken der Kuhnhalde und aus dem Autmutwald verstärkt, fließt sie begleitet von Laubgehölz mit mäßigen Richtungswechseln ungefähr nordwärts durch Streuobstwiesen.
Nordwestlich von Kohlberg zieht sie zwischen der Fortsetzung Buch des linken Bergrückens und dem Buchenwald am rechten Hang in enger Aue nordwärts und wird an den Sportplätzen des Dorfes Tischardt der Gemeinde Frickenhausen aus dem Wald Buch auf etwa 350 m ü. NHN vom Bach aus dem Kappistöbele verstärkt. Sie markiert für knapp einen Kilometer die Grenze der Landkreise Esslingen und Reutlingen, läuft an Tischardt auf dem rechten Hang vorbei und wendet sich unter der K 6713/1239 von der Bundesstraße nach Tischardt zwischen der Nordspitze des Buch und dem Hügelwald Kirchert nordwestlich durch die Heiligenwiesen, in denen sie von der B 313 gequert wird.
Inzwischen ist die Talmulde breiter und der Wald tritt vom Lauf weiter zurück. Von links münden der Lautenbach und der Reutenbach, von rechts ein Bach aus dem Kirchert und der kurze Baumbach in die Autmut, der Baumbach schon wenig südlich von Großbettlingen auf dem rechten Hang, unter dem die Autmut in weiterhin nordwestlicher Richtung vorbeizieht. Wenig westlich des Dorfes quert die K 1231 Bempflingen–Großbettlingen das nun wieder etwas engere Tal. Bevor die Autmut in einer Verdolung durch den Damm der Bahnstrecke Plochingen–Immendingen hindurchfließt, mündet beim Staufenbühl von rechts der Talbach, kurz danach der Nettelbach von Süden und an der nächsten Straßenbrücke aus dem Südwesten der längste linke Zufluss Schlegelbach.
Die Autmut wendet sich von dort an in einem langen Bogen nach rechts, bis zur Mündung begleitet von der Bahnlinie am rechten Hang, über dem der Stadtteil Raidwangen von Nürtingen steht. Unter der Burgruine Liebenau auf dem linken Talsporn tritt der Bach in die Neckartalmulde ein, unterquert die K 1229 aus Neckartailfingen und läuft dann in weniger als einem halben Kilometer Abstand vom Neckar ostnordöstlich. Dabei passiert er den Bahnhof Neckartailfingen am Unterhang rechts und den Baggersee Beutwangsee unmittelbar am linken Ufer.
Danach passiert die Autmut einen kleinen Siedlungsteil von Neckarhausen diesseits des Neckars. Dort mündet ihr mit 2,4 km längster, aus dem Süden kommender Zufluss Schlierbach. Sie unterquert die L 1230 Raidwangen–Neckarhausen und fließt dann unmittelbar unterhalb des Flusswehrs auf 273,7 m ü. NHN gegenüber von Neckarhausen von rechts und zuletzt von Südwesten in den oberen Neckar.
Die Autmut mündet nach 11,9 km langem Lauf mit mittlerem Sohlgefälle von etwa 15 ‰ etwa 176 Höhenmeter unterhalb ihres Ursprungs.
Heute ist der Autmut-Unterlauf in der rechten Neckaraue Beutwang ein gerader Graben. Noch am Ende des 19. Jahrhunderts durchzog das Gewässer dieses Flachland im unteren Bereich in kleinen Bögen und floss schon etwa 300 Meter vor der heutigen Mündung und oberhalb des heutigen Flusswehrs in den Neckar. Der Mündungsabschnitt am heutigen Sportplatz war damals ein Keil bis zur Breite des Neckars. Von Westen und nahe dem Neckarufer floss ihm ein schmaler Gewässerfaden zu. Der heutige Mündungsverlauf ist auf einer Karte dieser Zeit schon als schmale, nicht mit der Autmut verbundene Gewässerlinie eingezeichnet. Sie und der damalige Mündungskeil waren vermutlich Reste alter, vom Neckar verlassener Schlingen.

### Einzugsgebiet
Die Autmut entwässert ein 19,5 km² großes Gebiet. Es liegt naturräumlich überwiegend im Vorland der mittleren Schwäbischen Alb, der obere Teil in dessen Unterraum Neuffen-Vorberge, der untere im Unterraum Erms-Steinach-Albvorland. Der mündungsnahe Anteil zählt zum Unterraum Nürtinger-Esslinger Neckartal des Naturraums Filder.
Mit großem Abstand höchster Punkt ist der 672,8 m ü. NHN hohe Gipfel des Albsporns Jusi an dessen Südostspitze, wo die Einzugsgebiete der Nachbarflüsse Erms im Süden und Südwesten und Steinach im Osten aneinandergrenzen. Beide sind ebenfalls rechte Zuflüsse des oberen Neckars vor bzw. nach der Autmut-Mündung. Vor allem die Erms hat zahlreiche Nebenbäche von der Wasserscheide der Autmut her. Erst weit im Norden schieben sich kleine Einzugsgebiete näherer Neckarzuflüsse dazwischen.
Vor allem im oberen Einzugsgebiet gibt es an den Wasserscheiden teils bis an den Gewässerlauf herab Wald. Die Kommunen im Einzugsgebiet sind vom Ursprung zur Mündung die Stadt Neuffen mit der Stadtteilgemarkung von Kappishäusern, die Gemeinde Kohlberg, die Gemeinde Grafenberg links des Gewässers, die Gemeinde Frickenhausen mit der Ortsteilgemarkung von Tischardt rechts des Gewässers, die Gemeinde Großbettlingen mit den rechten Siedlungsteilen, die Gemeinde Bempflingen links des Laufes ohne Besiedlung im Einzugsgebiet, die Gemeinde Altdorf links des Laufes, die Stadtteilgemarkung Raidwangen von Nürtingen rechts des Laufes, die Gemeinde Neckartailfingen links am Lauf ohne Besiedlung im Einzugsgebiet, mündungsnah der kleine Gemarkungsteil des Stadtteils Neckarhausen von Nürtingen, in dem Gebäude unmittelbar am Ufer stehen und ein Zwickel der zentralen Stadtteilgemarkung von Nürtingen auf den rechten Hügeln mit fast nur gewerblicher Bebauung.

### Zuflüsse und Seen
Liste der Zuflüsse und Seen von der Quelle zur Mündung. Gewässerlänge, Seefläche, Einzugsgebiet und Höhe nach den entsprechenden Layern auf der Onlinekarte der LUBW. Andere Quellen für die Angaben sind vermerkt.
Ursprung der Autmut auf etwa 450 m ü. NHN an den Sportplätzen westlich des Neuffener Dorfes Kappishäusern am Beginn der kurzen Waldklinge Grundtobel.
- (Bach), von rechts und Südosten auf 396,9 m ü. NHN[LUBW 2] im Gewann Brühl westlich von Kohlberg, 0,9 km und ca. 0,3 km². Entsteht auf etwa 380 m ü. NHN am südwestlichen Ortsausgang von Kohlberg an der K 1210 nach Metzingen.
- Treuschachbach, von rechts und Südosten auf 381,5 m ü. NHN[LUBW 2] westnordwestlich von Kohlberg, 0,8 km und ca. 0,4 km². Entsteht auf etwa 450 m ü. NHN nahe am westlichen Ortsausgang von Kohlberg an der K 1210/6761 nach Grafenberg.
- (Waldbach aus dem Kappistöbele), von links und Südwesten auf unter 355 m ü. NHN kurz vor und gegenüber den Talsportplätzen von Frickenhausen-Tischardt, 1,4 km und ca. 0,5 km². Entsteht auf etwa 400 m ü. NHN am Südostrand von Grafenberg, wo die K 6761/1210 nach Kohlberg in den Wald eintritt, und trennt den Autmutwald rechts vom Buch links.
- (Bach aus den ehemaligen Tischardter Weinbergen), von rechts und Osten auf unter 345 m ü. NHN zwischen Tischardt und der B 313 im Westen, 0,9 km und über 0,2 km². Entsteht auf etwa 405 m ü. NHN am Nordrand von Tischardt in den ehemaligen Tischardter Weinbergen am großen Waldgebiet Kirchert.
- Lauterbach, vielleicht auch Buchenbach, von links und Südsüdwesten auf unter 340 m ü. NHN westlich der B 313, 1,6 km und ca. 0,8 km². Entsteht auf etwa 392 m ü. NHN am Nordostrand von Grafenberg nahe der Nürtinger Straße (B 313).
- Lailesbach, von links und Südwesten auf etwas über 350 m ü. NHN am Ende einer kurzen Waldstrecke, 0,7 km und ca. 0,2 km². Entspringt auf etwa 403 m ü. NHN wenig südlich und unterhalb der Michaelskirche in Grafenberg. Durchfließt auf über 245 m ü. NHN eine Teichkette mit zusammen 0,4 ha.
- (Bach aus dem Wald Kirchert), von rechts und Ostnordosten auf unter 335 m ü. NHN an der Bachquerung eines Wirtschaftsweges con Grafenberg nach Großbettlingen, 1,4 km und ca. 0,8 km². Entsteht auf etwa 361 m ü. NHN im Kirchert. Entwässert auf unter 340 m ü. NHN drei Teiche links am Lauf (zusammen 0,2 ha).
- Reutenbach, von links und Südsüdwesten auf etwa 328 m ü. NHN bei Mündungsort, 1,3 km und ca. 0,6 km². Entspringt auf etwa 388 m ü. NHN am Nordhang des Grafenbergs.
- Baumbach, von rechts und Nordosten auf etwa 325 m ü. NHN südlich unter Großbettlingen, 1,8 km und ca. 0,6 km². Entsteht auf etwa 359 m ü. NHN nahe dem Friedhof am Südrand von Großbettlingen. Passiert einen aufgelassenen Schieferbruch mit Steinbruchsee auf etwa 340 m ü. NHN rechts am Hang, (0,1 ha).
- (Quellabfluss des Herrenbrunnens), von links auf etwa 323 m ü. NHN, unter 0,1 km.[LUBW 8]
- Talbach, von rechts und Nordosten auf etwa 304 m ü. NHN zwischen der Großbettlinger Kläranlage und dem Damm der Bahnstrecke Plochingen–Immendingen, 1,3 km und ca. 1,1 km². Entsteht auf etwa 331 m ü. NHN wenig südöstlich dem Sportplatz von Nürtingen-Raidwangen. Passiert im unteren Mündungswinkel des Herrenbrunnen-Abflusses einen Teich, 0,2 ha.
- Nettelbach, von links und Süden auf 301,4 m ü. NHN[LUBW 2] gleich nach dem Bahndamm 1,3 km und ca. 0,7 km². Entsteht auf etwa 340 m ü. NHN im Frauenholz nahe der Überführung der K 1231 über die Bahnstrecke Plochingen–Immendingen.
- Schlegelbach, von links und Südwesten auf etwa 297 m ü. NHN an einer Wegquerung von Altdorf in Richtung Raidwangen, 2,1 km und ca. 2,2 km². Entsteht auf etwa 355 m ü. NHN südlich von Altdorf am Rand des Pfaffenwaldes. Passiert auf unter 280 m ü. NHN den Baggersee Beutwangsee links am Lauf in der Neckaraue (5,1 ha).
- Schlierbach, von rechts und insgesamt Südsüdosten auf unter 277 m ü. NHN bei den wenigen Häusern von Neckarhausen diesseits des Neckars, 2,4 km und ca. 2,0 km². Entsteht auf etwa 327 m ü. NHN an der Südspitze des 'Raigerwäldles' ostsüdöstlich von Raidwangen.

Mündung der Autmut von rechts und zuletzt Südwesten auf 273,7 m ü. NHN im Stadtteil und gegenüber dem Dorf Neckaŕhausen von Nürtingen unmittelbar nach dem Flusswehr in den oberen Neckar. Die Autmut ist 11,9 km lang und hat ein 19,5 km² großes Einzugsgebiet.

## Geologie
Im Einzugsgebiet der Autmut stehen mesozoische Gesteinsschichten vom Weißjura bis hinunter zum obersten Mittelkeuper an. Die höchste Formation ist die Impressamergel-Formation des Weißjura auf einem Teil des größtenteils vulkanitischen Albausläufers Jusiberg, unter der gleich der Braunjura mit der Ornatenton-Formation einsetzt. Einige Formationen tiefer entspringt der Fluss in der Achdorf-Formation und wechselt westlich von Kohlberg etwa an der Mündung des Treuschachbachs in die Opalinuston-Formation, die unterste Braunjura-Formation mit dem größten Flächenanteil im Einzugsgebiet, aus der er im Bereich der Heiligenwiesen in den Schwarzjura wechselt. Von dessen direkt anstehenden Schichten hat die Obtususton-Formation um Raidwangen und auf dem gegenüberliegenden Hang um den Schlegelbach den größten Flächenanteil. Weite Flächen unterhalb der Braunjuragrenze sind allerdings mit Lösssediment aus quartärer Ablagerung bedeckt. Unterhalb des am Hang unter dem Obtususton ausstreichenden Arietenkalk-Formation liegen ab dem Beginn des Unterlauf-Rechtsbogens der Autmut rechts des Unterlaufs flächenhaft Rutschmassen, während linksseits Auenlehme den weiten Neckartalgrund einnehmen. Den Knollenmergel (Trossingen-Formation), die oberste Schicht des Mittelkeupers, erreicht der Fluss kurz vor dem Zulauf des Schlierbachs, dieser zieht sich rechts des Laufes der Autmut bis zu ihrer Mündung.
Die Autmut durchläuft das Gebiet des im Miozän aktiven Schwäbischen Vulkans, dessen größter Vulkanschlot der Jusiberg am Südosteck des Einzugsgebietes war. An anderen Stellen haben kleinere Schlote vulkanische Härtlinge hinterlassen, etwa den Grafenberg beim gleichnamigen Dorf, andere Aufstiegsschlote haben die damalige Erdoberfläche nicht erreicht, sind aber geomagnetisch nachweisbar oder in der Landschaft als kleine isolierte Erhebungen zu erkennen („Vulkanembryo“), siehe auch die einschlägigen Naturdenkmale unter → Natur und Schutzgebiete.
Zwei parallele Störungslinien queren das obere Tal in nordwestlicher Richtung vom Jusiberg in Richtung Grafenberg. An der Braun-/Schwarzjuragrenze am Ende der Heiligenwiesen quert eine weitere das Tal von Nordost nach Südwest; nahe dem Reutenbach setzt an ihr eine vor der linken Wasserscheide dem Talverlauf folgende Störung an, die etwa am Schlegelbach ausläuft. Eine weitere Störung zieht von Altdorf in Richtung Raidwangen über das Autmut- und dahinter über das Schlierbachtal. Auf diese laufen im Autmuttal zwei konvergente Störungen von der vorgenannten am linken Talrand und aus dem nördlichen Siedlungsbereich von Großbettlingen zu.

## Natur und Schutzgebiete
Die Autmut ist bis zu ihrer Wendung nach Nordosten unterhalb von Raidwangen als grobmaterialreicher, danach als feinmaterialreicher, karbonatischer Mittelgebirgsbach klassifiziert. Bis zum Eintritt in die Neckaraue begleitet eine nur selten aussetzende Gehölzgalerie die Autmut.
Große Teile des Einzugsgebietes liegen in verschiedenen Landschaftsschutzgebieten.
Am Jusiberg hat es Anteil am auf dessen höheren Partien eingerichteten Naturschutzgebiet Jusi-Auf dem Berg und am Waldschutzgebiet Jusiberg.
Etliche Naturdenkmale liegen im Einzugsgebiet. Außer Einzelbäumen und Feuchtgebieten am Lauf von Autmut und Nebenbächen umfassen sie auch Feldhecken, eine Eichengruppe und eine Grenzhecke im Wald Kirchert, im Mündungsbereich unter anderem eine Schotterinsel und weitere Naturdenkmale mit geologischer Relevanz: den aufgelassenen Steinbruch (Zementofen) über dem Baumbach bei Großbettlingen, den Vulkanembryo Geigersbühl mit 3 Linden am Ostrand von Großbettlingen, den Vulkanembryo Staufenbühl nordwestlich von Großbettlingen und den Vulkanembryo Kräuterbühl am Südwestrand von Raidwangen. Diese und ein aufgelassener Steinbruch am Südwestrand von Kohlberg im Naturschutzgebiet sind als Geotope ausgewiesen.

### LUBW
Amtliche Online-Gewässerkarte mit passendem Ausschnitt und den hier benutzten Layern: Lauf und Einzugsgebiet der Autmut

Allgemeiner Einstieg ohne Voreinstellungen und Layer: Daten- und Kartendienst der Landesanstalt für Umwelt Baden-Württemberg (LUBW) (Hinweise)
1. 1 2 3  Höhe nach dem Höhenlinienbild auf dem Hintergrundlayer Topographische Karte.
2. 1 2 3 4 5  Höhe nach blauer Beschriftung auf dem Hintergrundlayer Topographische Karte.
3. 1 2  Länge nach dem Layer Gewässernetz (AWGN).
4. 1 2  Einzugsgebiet nach dem Layer Basiseinzugsgebiet (AWGN).
5. ↑  Höhe nach schwarzer Beschriftung auf dem Hintergrundlayer Topographische Karte.
6. ↑  Seefläche nach dem Layer Stehende Gewässer.
7. ↑  Einzugsgebiet abgemessen auf dem Hintergrundlayer Topographische Karte.
8. 1 2  Länge abgemessen auf dem Hintergrundlayer Topographische Karte.
9. ↑  Fließgewässertypus nach dem einschlägigen Layern.
10. ↑  Schutzgebiete nach den einschlägigen Layern, Natur teilweise nach dem Layer Biotop.

### Andere Belege
1. ↑  Name Autmutbach nach blauer Beschriftung auf dem Meßtischblatt 7321 Neuhausen auf den Fildern von 1899 in der Deutschen Fotothek
2. ↑  Albrecht Greule, Deutsches Gewässernamenbuch, De Gruyter, 2017, ISBN 978-3-11-033859-1, S. 47
3. ↑  Alter Unterlauf nach dem Meßtischblatt 7321 Neuhausen auf den Fildern von 1899 in der Deutschen Fotothek
4. ↑  Friedrich Huttenlocher, Hansjörg Dongus: Geographische Landesaufnahme: Die naturräumlichen Einheiten auf Blatt 170 Stuttgart. Bundesanstalt für Landeskunde, Bad Godesberg 1949, überarbeitet 1967. → Online-Karte (PDF; 4,0 MB)
5. ↑  Hansjörg Dongus: Geographische Landesaufnahme: Die naturräumlichen Einheiten auf Blatt 171 Göppingen. Bundesanstalt für Landeskunde, Bad Godesberg 1961. → Online-Karte (PDF; 4,3 MB)
6. ↑  Geologie nach den Layern zu Geologische Karte 1:50.000 auf: Mapserver des Landesamtes für Geologie, Rohstoffe und Bergbau (LGRB) (Hinweise)